# پیتر لکس
پیتر لَکس (انگلیسی: Peter Lax؛ زادهٔ ۱ مهٔ ۱۹۲۶) یک دانشمند در زمینه معادله دیفرانسیل با مشتقات پاره‌ای اهل مجارستان است.
وی همچنین برنده جوایزی همچون جایزه آبل شده است.